# Журавичи (Гомельская область)
Жура́вичи  (бел. Жура́вічы) — агрогородок в Рогачёвском районе Гомельской области Беларуси. Административный центр Журавичского сельсовета.

## География
В 55 км на северо-восток от районного центра и железнодорожной станции Рогачёв (на линии Могилёв — Жлобин), 102 км от Гомеля.

## История
Обнаруженные поблизости курганы железного века свидетельствуют о заселении этих мест с давних времён.
По письменным источникам известна с XV века как деревня Жоровичи в Речицком повете Минского воеводства Великого княжества Литовского, шляхетская собственность. Базилиан (Василий) Дмитриевич (ок. 1520 — ?), первый известный в ВКЛ представитель рода Юдицких, в 1551 году за заслуги в борьбе против ордынцев получил от Сигизмунда II Августа имения Свержень, Журавичи и Болотня. Его сын Александр, подсудок речицкий, после активного участия в Ливонской войне против Московского государства расширил владения за счет новых пожалованных земель от Стефана Батория в 1589 году, на которых заложил имения Юдичи и Кривка.
В 1668 году имение во владении речицкого войского Михаила Станислава Юдицкого.
В местном костёле находилась икона Матери Божьей, на поклон к которой в 1651 году приезжал Ян II Казимир. В 1720 году построен деревянный костёл (в конце XVIII века перестроен, не сохранился).
В середине XVIII века имением Журавичи владели и там жили три брата — судья земский речицкий Юзеф (старший брат), Иоахим (Ефим) и Мартин (младший) Юдицкие, принимавшие активное участие в государственной и политической жизни ВКЛ. Вначале они были сторонниками партии Чарторыйских, позже — Радзивиллов. В ходе политического противостояния в 1764 году братья силой захватили Рогачёвский замок, в ответ Чарторыйские обратились за помощью к российским войскам. В результате Юзеф был арестован в Журавичах и расстрелян в Рогачеве, будучи признанным зачинщиком. Ефим после поражения Радзивилловской партии был приговорен к 2 годам тюрьмы. Летом 1771 года Ефим вступил в конфликт за доминацию в Речицком повете с родом Халецких, возглавил вместе с братом Мартином вооруженную конфедерацию, поддержавшую Юзефа Коссаковского, под Мозырем провел успешный бой против российских войск. После поражения корпуса Огинского (22.09.1771) Ефим Юдицкий потерпел поражение от российских войск и отошел от активной участия в политической жизни.
После 1-го раздела Речи Посполитой (1772) в составе Российской империи, местечко войск польских полковника Ефима Михайловича Юдицкого и Христофора Антоновича Пузыны (из Козельских) с его женой Марией (дочь Михаила Антоновича Юдицкого). В 1777 году на части владений в Журавичах у Ефима Юдицкого 82 крестьянина, 179 евреев; у Христофора и Марии Пузын — 45 крестьян. В 1799 году во владении Дерноловичей, затем Вищинских.
Во время Отечественной войны 1812 года около Журавич происходили столкновения французских войск с отрядами российского генерала Эртеля Ф. Ф.

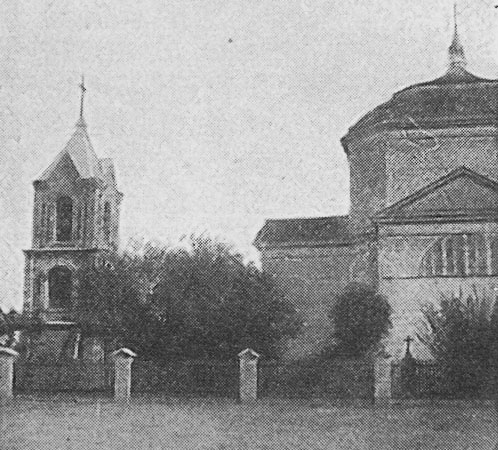
Журавичский костел в начале XX века.

В XIX веке местечко, ежегодно проводились 4 ярмарки, на которых в 1861 году было продано товаров на 54 тыс. рублей. Через деревню проходила почтовая дорога из Кормы в Новый Быхов.
В 1826 году владение помещицы Рахель Ефимовны Пузыны (урожденная Юдицкая, супруга Фомы Христофоровича Пузыны). С 1848 года действовала 1-классное приходское училище. В 1860 году располагались церковь, костёл, 2 еврейские молитвенные школы, в Быховском уезде Могилёвской губернии. Рядом формировалось селение Новые Журавичи 7 дворов, 47 жителей. В 1863 году владение помещицы Софии Фоминичны Хмызовской (дочь Фомы Христофоровича Пузыны, супруга титулярного советника Александра Львовича Хмызовского), а с 1873 года — владение ее сына коллежского секретаря Северина Александровича Хмызовского, у которого в Журавичском имении в 1882 году было 2540 десятин земли, 2 корчмы.
С 1872 года действовала круподёрка. В фольварке работала сукновальня (с 1880 года). В 1883 году открыта аптека. С 1884 года действовало народное училище, которое в 1901 году на Минской юбилейной выставке удостоена похвального листа. В 1892 и 1900 годах построены 2 винокурни. В 1907 году почтовое отделение начало приём телеграмм, с 1908 года действовала ссудо-сберегательная касса. В 1911 году при школе открыта библиотека. С 1924 года работал ветеринарный пункт.

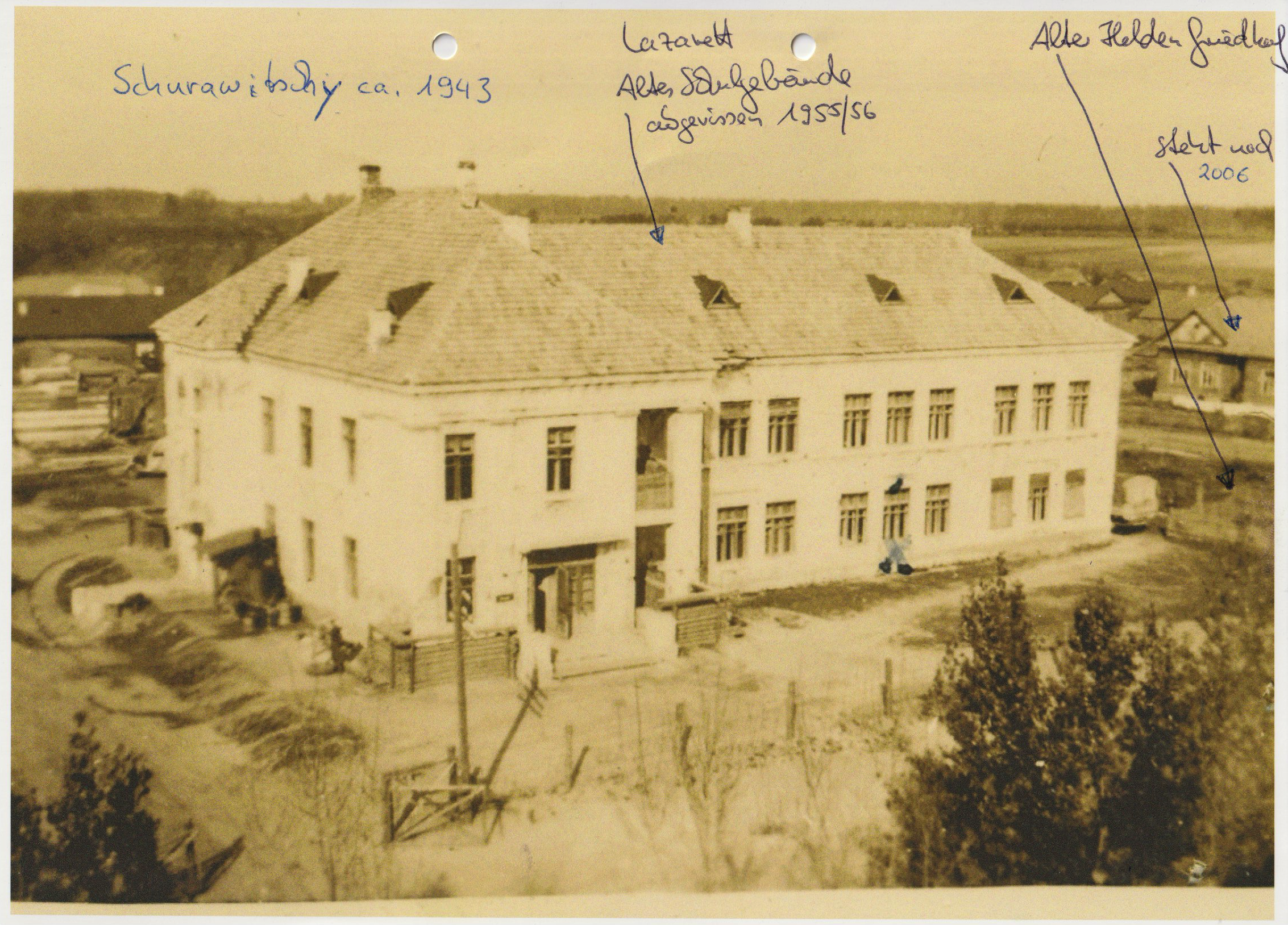
Здание школы (позже также военного госпиталя) в Журавичах, ок. 1943. Снесено в 1955/56.

В 1922 году действовала семилетняя школа. С 17 июля 1924 года до 8 июля 1931 года и с 5 апреля 1935 года до 17 декабря 1956 года центр Журавичского, с 12 февраля 1935 года до 5 апреля 1935 года Довского районов. С 20 августа 1924 года центр сельсовета Журавичского, с 8 июля 1931 года Кормянского, с 12 февраля 1935 года в Довского, с 5 апреля 1935 года Журавичского, с 17 декабря 1956 года Рогачёвского районов Могилёвского (до 26 июля 1930 года) округа, с 20 февраля 1938 года Гомельской области.
В 1930 году организован колхоз «12 лет Октября», затем — колхоз «XVI партсъезд», работали 3 кузницы, сапожная, портняжная и торфодобывающая артели, нефтяная мельница, ганторезка, ветряная мельница, 4 круподёрки, шерсточесальня и сукновальня.
В первые дни Великой Отечественной войны был сформирован истребительный батальон (180 человек), который присоединился к частям Красной Армии. 14 августа 1941 года деревня занята немецкими войсками. В ноябре 1941 года оккупанты расстреляли здесь 400 военнопленных. В 1941 году и ноябре 1943 года каратели сожгли 167 дворов и убили 130 жителей. Освобождена 26 ноября 1943 года. На фронтах и в партизанской борьбе погибли 133 земляка.
Согласно переписи 1959 года центр колхоза «12 лет Октября». Расположены льнозавод, молочный завод, мельница, нефтебаза, хлебопекарня, механическая мастерская, комбинат бытового обслуживания, средняя школа, Дом культуры, библиотека, больница, аптека, детские ясли-сад, отделение связи, столовая, 7 магазинов.
В феврале 1986 года в средней школе открыт музей драматурга, народного писателя БССР А. Макаёнка. Школе присвоено его имя.
В состав Журавичского сельсовета до 1977 года входил посёлок Михайловка (не существует).

## Население
- 1777 год — 127 крестьян, 179 евреев
- 1826 год — 1066 жителей
- 1838 год — 114 дворов
- 1860 год — 185 дворов, 1203 жителя
- 1880 год — 220 дворов 2179 жителей
- 1896 год — 356 дворов
- 1939 год — 2397 жителей, в том числе 1595 белорусов, 646 евреев[10]
- 1940 год — 434 двора, 1646 жителей
- 1959 год — 1627 жителей (согласно переписи)
- 2004 год — 361 хозяйство, 992 жителя
- 2019 год — 305 хозяйств, 812 жителей[11]

## Транспортная система
Транспортные связи по просёлочной, затем автомобильной дороге Довск — Славгород). Планировка состоит из 7 чуть изогнутых улиц широтной ориентации, пересекаемых меридиональными улицами. Застройка преимущественно деревянная, усадебного типа.

## Культура
- Дом культуры
- Музей ГУО «Журавичкая средняя школа имени А. Е. Макаёнка»
- Дом-музей Андрея Макаёнка

## Достопримечательность
- Братская могила партизан, могила жертв фашизма (на захоронениях установлены памятники)
- Мемориальный знак в честь земляков, погибших на фронтах Великой Отечественной войны
- Памятник-бюст А. Е. Макаёнку (скульптор — Дмитрий Попов)

## Известные лица
- Генкин, Арон Маркович (1906—?) — советский биолог.
- Незнанский, Фридрих Евсеевич (1932—2013) — юрист, публицист, писатель.
- Белкина, Софья Гдальевна (1908—1989) — советский инженер-геолог.
- Шапиро, Борис Миронович (1930—2019) — советский ученый-экономист-аграрник, доктор экономических наук, профессор.
- Сипер, Саул Моисеевич (1917—1992) — советский инженер-металлург, начальник производства Уралвагонзавода, отец известного советско-израильского поэта Михаила Сипера.